# Pharmacien
Un pharmacien est un professionnel de la santé, spécialiste du médicament, dont le rôle consiste à assurer la conformité de la prise en charge pharmaceutique et l'éducation thérapeutique du patient. Il est essentiellement connu comme le spécialiste du médicament que ce soit au sein d'une pharmacie d'officine, d'une pharmacie hospitalière ou de l'industrie pharmaceutique. Mais, de par sa formation médicale et scientifique polyvalente, il intervient également dans beaucoup d'autres secteurs comme la biologie médicale, la santé publique, la recherche ou l'enseignement.
En France, le pharmacien termine sa formation après soutenance d'une thèse d'exercice et proclamation du serment de Galien. Il obtient ainsi le Diplôme d'État de docteur en pharmacie lui permettant d'exercer sa profession dans un établissement autorisé à exercer la pharmacie (hôpital, officine, industrie...) en toute indépendance.
Le caducée des pharmaciens correspond à la représentation du serpent d'Épidaure et de la coupe d'Hygie. La symbolique en est la suivante : le serpent déverse son poison dans la coupe qui le transforme alors en remède. En France, l'utilisation de ce caducée est protégée par un dépôt à l'INPI.
Une grande partie de ses connaissances est commune aux médecins. Ainsi, le pharmacien peut établir un plan de pharmacothérapie, faire le suivi de la thérapie médicamenteuse, diagnostiquer les problèmes en lien avec le médicament ou encore interpréter les résultats d'analyses médicales.

## Démographie

### En France
Au 1er janvier 2021, 73 830 pharmaciens sont inscrits à l'Ordre des pharmaciens.
| Intitulé                                                                                   | Effectifs             | Effectifs                                | Section (principale) |
| Intitulé                                                                                   | Nombre de pharmaciens | % des inscrits à l'Ordre des Pharmaciens | Section (principale) |
| ------------------------------------------------------------------------------------------ | --------------------- | ---------------------------------------- | -------------------- |
| Pharmaciens d'officine adjoints (salariés) en France métropolitaine (Corse incluse)        | 27 649                | 37,4 %                                   | D                    |
| Pharmaciens d'officine titulaires (propriétaires) en France métropolitaine (Corse incluse) | 25 518                | 34,6 %                                   | A                    |
| Pharmaciens biologistes en France métropolitaine (Corse incluse)                           | 06 851                | 09,3 %                                   | G                    |
| Pharmaciens des établissements de santé en France métropolitaine (Corse incluse)           | 07 207                | 09,8 %                                   | H                    |
| Pharmaciens de l'industrie en France métropolitaine (Corse incluse)                        | 04 021                | 05,4 %                                   | B                    |
| Pharmaciens d'Outre mer (tout type d'activités)                                            | 01 897                | 02,6 %                                   | E                    |
| Pharmaciens de la distribution en gros en France métropolitaine (Corse incluse)            | 0687                  | 00,9 %                                   | C                    |

Les trois quarts des pharmaciens inscrits à l'Ordre des pharmaciens (55 000 pharmaciens) exercent leurs fonctions en pharmacie de ville, soit en tant que pharmaciens titulaires (propriétaires de la pharmacie), soit en tant que pharmaciens adjoints (salariés). Il faut également noter que la plupart des pharmaciens de l'industrie et de l'enseignement/recherche ne sont pas inscrits à l'Ordre car cela n'est pas toujours nécessaire (voire autorisé) pour l'exercice de ces professions. Leur nombre est ainsi très largement sous-évalué si on ne regarde que les inscriptions à l'ordre dans ces catégories. De même, les pharmaciens exerçant dans l'Armée ne peuvent pas être inscrits à l'Ordre.

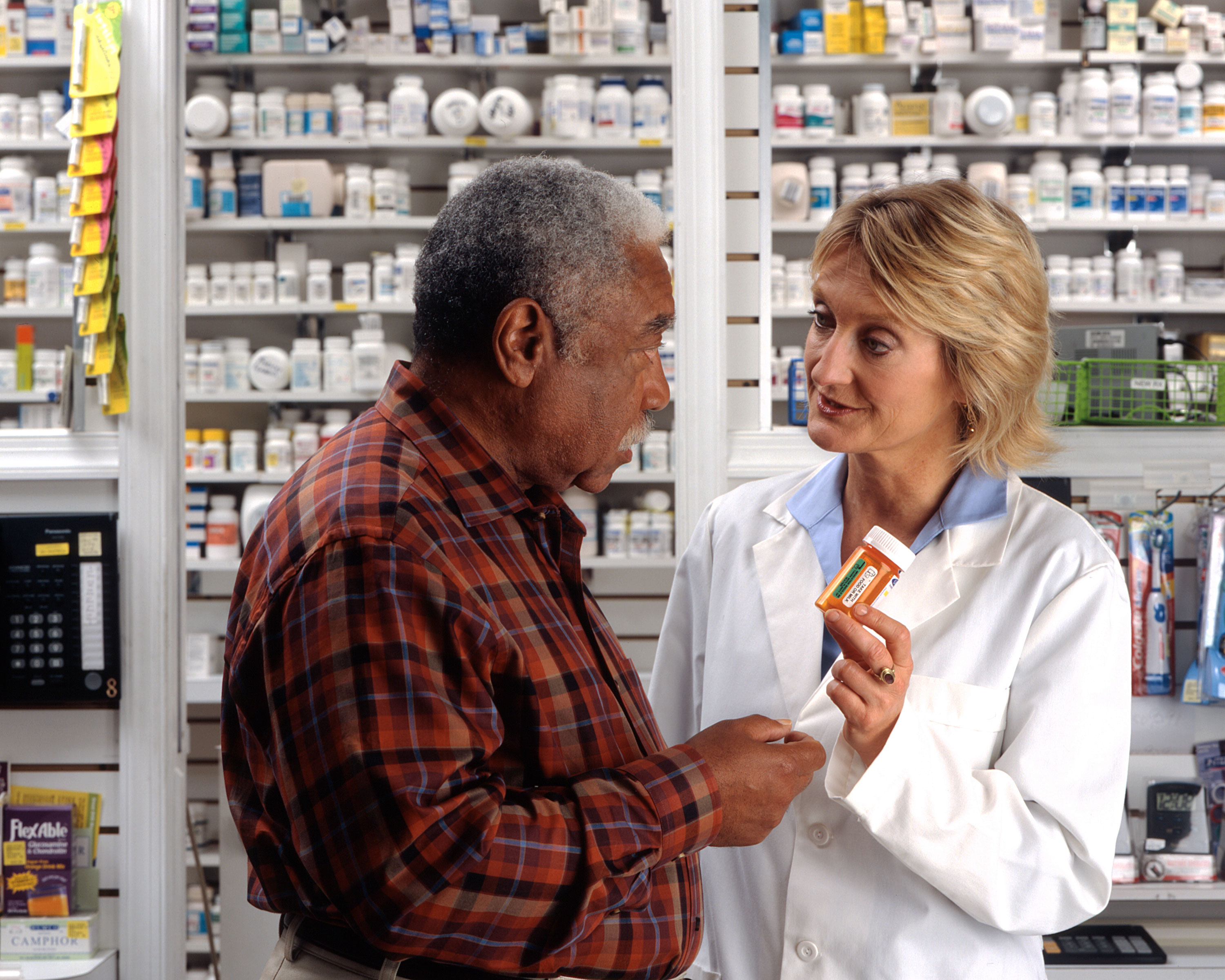

## Les différentes fonctions

### En France
Le pharmacien peut exercer sa profession dans :
- une officine de ville (environ 70 %) ;
- une pharmacie à usage intérieur (PUI) d'établissement de soins (hôpitaux, cliniques) (environ 10 %) ;
- un laboratoire d'analyses médicales (environ 10 %) privé ou faisant partie d'un établissement de santé en tant que pharmacien-biologiste ;
- l'industrie pharmaceutique (moins de 5 %) dans les domaines de la production, de la qualité, du marketing, des affaires réglementaires, du développement, de la recherche, etc. ;
- la distribution pharmaceutique (moins de 5 %) ; grossiste répartiteur comme l'OCP, Alliance Healthcare, Phoenix ou la CERP ;
- un organisme de recherche (CNRS ou INSERM) et/ou de formation ;
- une université (enseignant chercheur, PU/PH) ;
- l'administration, les sapeurs pompiers, l'OMS, une ONG, l'ANSM, les ARS, la Sécurité sociale ;
- l'armée.

Certaines catégories de pharmaciens sont sous-évaluées dans cette analyse qui ne prend pas en compte les pharmaciens non inscrits à l'ordre, comme en industrie et en recherche.

#### Le pharmacien d'officine
Le pharmacien d'officine assume la responsabilité de tout ce qui est préparé et dispensé dans l'officine. Pour ce faire il supervise et assure la préparation et la dispensation des médicaments ainsi que l'analyse, le contrôle, et la validation des ordonnances. S'il estime qu'un ou plusieurs médicaments ne sont pas adaptés sur une prescription médicale, il peut refuser de les délivrer et doit prévenir le médecin prescripteur pour le notifier de ce refus. Le pharmacien peut également refuser de délivrer un médicament sans ordonnance ou de réaliser une préparation.
En ce début du XXIe siècle, il conserve une activité de préparations des médicaments à l'officine, ces préparations peuvent être dites officinales (sans ordonnance) ou préparations magistrales (sur ordonnance), même si cette activité est devenue marginale : l'immense majorité des médicaments vendus en pharmacie est dorénavant produite par l'industrie pharmaceutique, il s'agit de spécialités pharmaceutiques.
Il a d'autre part un rôle de conseil auprès de ses patients, ces conseils font partie des « soins pharmaceutiques ». Ce terme regroupe à la fois des aspects de conseils concernant une pathologie pour laquelle le patient vient directement à l'officine, sur l'observance de la prise des médicaments, sur le plan de prise du médicament, de recherche d'incompatibilité entre les médicaments prescrits et de déontologiques propres à l'activité du pharmacien d'officine.
Les délivrances de médicaments sont transcrits dans le Dossier pharmaceutique du patient qui sera consultable par les autres confrères pharmaciens et par les médecins si le Dossier Médical Personnel est créé avec l'accord du patient.
Le pharmacien a aussi pour rôle d'orienter les patients vers les différents professionnels de santé si la médication dont il dispose n'est pas suffisante ou si le moindre doute existe sur la nature de la pathologie.
Le pharmacien d'officine est, en théorie et compte-tenu de son cursus, tenu de connaître les champignons, bien que le temps accordé à la mycologie baisse. 
Enfin, le pharmacien participe à la permanence des soins, en assurant les gardes de nuit, dimanche et jours fériés.
Au sein d'une officine, il peut être :
- propriétaire-titulaire, seul ou associé,
- gérant (dans le cas d'une société ou en cas de décès du titulaire),
- adjoint (anciennement assistant) ou bien  adjoint-associé.

#### Le pharmacien hospitalier
Le pharmacien hospitalier est un professionnel de santé, spécialiste des produits de santé. L´évolution des missions des pharmacies à usage intérieur (PUI) confie au pharmacien hospitalier différentes fonctions concernant les médicaments et les dispositifs médicaux parmi lesquels l'approvisionnement et la détention, la préparation de certains médicaments (nutrition parentérale, reconstitution centralisée des cytotoxiques (préparation des chimiothérapies), radiopharmaceutiques), et des dispositifs médicaux stériles (stérilisation), dispensation aux patients hospitalisés et ambulatoires, dosage de médicament et contrôle, vigilance et assurance qualité, formation et information des médecins et des patients .
L'accès à la profession se fait pour les établissements publics sur concours (concours national de praticien des hôpitaux publics de santé) pour la titularisation, l'Internat en pharmacie est obligatoire depuis 2016. Pour les établissements privés, l'internat est obligatoire mais le concours de praticien hospitalier n'est pas nécessaire. Au total, 9 ans d'études sont nécessaires pour devenir pharmacien hospitalier.
Une sur-spécialisation est possible, ajoutant 1 an au parcours universitaire du futur pharmacien hospitalier. Il s'agit du DESC (diplôme d'études spécialisées complémentaire) de radiopharmacie et de radiobiologie permettant au pharmacien de délivrer les médicaments radio pharmaceutiques et de travailler dans les services de médecine nucléaire.

#### Le pharmacien biologiste
Le pharmacien biologiste exerce dans les laboratoires d'analyses médicales privés ou publics.
- en France : 4 années de spécialisation en internat de biologie médicale (accessibles également aux médecins en France). Soit 9 à 10 ans d'études, le concours de l'internat étant présentable deux fois.
- en Belgique : 5 années de spécialisation.

#### Le pharmacien industriel
Toutes les étapes de la vie du médicament, de sa conception à sa fabrication en passant par sa distribution et enfin à sa dispensation au patient dans les officines ou les hôpitaux, sont sous la responsabilité d’un pharmacien.
Le pharmacien industriel exerce ses compétences dans la totalité des secteurs de l'industrie pharmaceutique notamment en développement (galénique, chimie analytique…), en production comme en recherche, en contrôle de qualité (QC) et assurance qualité (QA) et au sein du département des affaires réglementaires. Il peut également s'occuper des essais cliniques, du marketing et des ventes.
Le pharmacien industriel peut aussi travailler dans l'industrie cosmétique, l'industrie agroalimentaire, l'environnement…

##### Le pharmacien ingénieur
Depuis un peu plus d'une dizaine d'années, la formation de pharmacie peut se compléter par un diplôme d'ingénieur via une passerelle. En fin de cinquième année de pharmacie pour Nancy et en fin de quatrième année pour Lyon, l'étudiant peut rejoindre certaines écoles d'ingénieur en deuxième année. Les deux années en école d'ingénieur valident la sixième année de pharmacie pour Nancy et la cinquième et sixième année pour Lyon afin de recevoir ainsi le double diplôme « pharmacien-ingénieur ».
L'initiateur de cette formation fut l'UFR de pharmacie de Nancy, avec l'ENSIC (École nationale supérieure des industries chimiques) dès 1992 puis l'ENSAIA (École Nationale Supérieure d'Agronomie et des Industries Alimentaires) début des années 2000. À l'Institut des sciences pharmaceutiques et biologiques de l'université Claude Bernard Lyon 1 (ISPB), cette filière s'est développée en créant des partenariats avec plusieurs écoles d'ingénieurs de la région Rhône-Alpes (CPE Lyon, ISARA, Polytech Lyon (ancien ISTIL), École des Mines de Saint-Étienne, École Nationale Supérieure de Génie Industriel (Grenoble)) ou à l'étranger (École Polytechnique de Montréal). Filière représenté par l'AELPI (Association des étudiants Lyonnais Pharmacien-Ingénieur) .
La filière pharmacien-ingénieur de Lyon se base sur le fonctionnement des écoles d'ingénieur et met en place un réseau alumni, des newsletters, des rencontres professionnels/étudiants sous l'impulsion de l'AELPI. L'existence de ce réseau est justifiée par les nombreux débouchées dus à la filière.
Depuis plusieurs années, la majorité des UFR de pharmacie de France ou encore le Pharmacenter des universités de Bâle-Zürich (Suisse) ont souhaité signer des accords de partenariat avec l'École des Mines d'Albi (EMAC-ENSTIMAC) pour permettre la formation des pharmaciens-ingénieurs qui se destinent soit à la recherche et développement soit à la production. Le développement de cette formation à l'EMAC a été justifié par le fait que près d'un tiers des ingénieurs formés à l'École des Mines d'Albi travaille dans l'industrie pharmaceutique (une partie croissante d'entre eux travaille dans des cabinets de conseil/consultant/audit du secteur pharmaceutique), et que l'évolution accélérée de l'industrie pharmaceutique nécessite aujourd'hui des compétences complémentaires.
Le double diplôme de docteur en pharmacie et d'ingénieur, obtenu en fin de cursus donne à ce type de pharmacien la compétence pour travailler dans tous les domaines de l'industrie pharmaceutique ou biopharmaceutique (production, qualité…), mais aussi dans d'autres secteurs aussi importants que l'environnement, l'industrie chimique ou l'agroalimentaire, par exemple.

#### Le pharmacien inspecteur de la santé publique
Le pharmacien inspecteur de santé publique exerce notamment ses compétences au sein du ministère chargé de la Santé, des Agences régionales de santé et de l'ANSM (anciennement Afssaps). Recrutés sur concours au niveau national, les pharmaciens inspecteurs ont généralement exercé une activité professionnelle dans différents secteurs (officine, industrie, hôpital, biologie) avant d’être formés à l’École des hautes études en santé publique à Rennes. Le pharmacien inspecteur de santé publique, fonctionnaire d’État assermenté, est chargé de contrôler la qualité des produits de santé et des pratiques de certains professionnels de la santé, en collaboration éventuelle avec des inspecteurs de l’ANSM, des médecins inspecteurs de santé publique, des vétérinaires inspecteurs, des ingénieurs de génie sanitaire ou des inspecteurs de la répression des fraudes.

#### Le pharmacien conseil
Leur mission est de conseiller et accompagner les assurés et les professionnels de santé sur la réglementation médico-sociale, le bon usage des soins et des médicaments, et la prise en charge des affections de longue durée.
Analyser et contrôler les demandes de prestations des patients et les activités des professionnels de santé.
Contrôler la bonne application de la réglementation et des pratiques médicales.
Le recrutement s'effectue par concours.

## Législation
Afin d'assurer la sécurité de la délivrance des médicaments (validation de l'ordonnance, vérification des effets indésirables, des contre-indications, adaptation des posologies), de certifier la non-contrefaçon des médicaments délivrés et d'assurer un rôle de service public (prévention, garde), de nombreux pays européens ont accordé un monopole de la dispensation des médicaments aux pharmaciens. Ce monopole impose de nombreuses règles et oblige à satisfaire à un code de déontologie. Il est cependant remis en cause par des plaintes d'organismes financiers qui souhaitent la libéralisation du marché du médicament en Europe. Un jugement sur ces thèmes a été rendu par la CJUE en faveur des pharmaciens d'officine allemands et italiens en mai 2009.

## Représentativité
Dans de nombreux pays[évasif], les pharmaciens sont inscrits à un ordre professionnel puissant[réf. nécessaire], l'ordre des pharmaciens.

## Études nécessaires pour l'exercice

### Au Canada

#### Au Québec
Le pharmacien travaille en étroite collaboration avec l'assistant technique en pharmacie qui constitue un membre important de l'équipe du laboratoire.
Le pharmacien y est titulaire d'un B.Sc.Pharm. ou B.Pharm. d'une durée totale de quatre ans d'études universitaires. Pour travailler à l'hôpital, le pharmacien devra faire une maîtrise en pharmacothérapie avancée de type M.Sc. qui constitue une année et demie d'études supplémentaire. Depuis peu de temps, quelques universités ont transformé leur programme de B.Pharm. en Pharm.D. (doctorat d'exercice de 1er cycle) mais l'exigence minimale pour être pharmacien reste le B.Pharm. Le changement du B.Sc.Pharm. à un doctorat de premier cycle a pour but de changer la formation universitaire des étudiants pour un contexte plus clinique. De nombreux stages seront effectués par les étudiants au cours de ces quatre ans d'études. Malgré ce changement, la maîtrise est toujours de mise lorsqu'un pharmacien désire travailler à l'hôpital. Comme dans la plupart des disciplines, il existe également un doctorat de recherche en pharmacologie de 3e cycle (Ph.D.), mais ce doctorat vise à former un professionnel de recherche et non un clinicien. Afin de postuler à ce doctorat de 3e cycle, le candidat doit nécessairement posséder un diplôme de 2e cycle (M.Sc.).
L'exercice de la profession est réservé dans la province aux membres de l'Ordre des pharmaciens du Québec (OPQ).

### En France
Pour obtenir le diplôme d'État de docteur en pharmacie en France, il faut actuellement réussir le concours du Parcours d'Accès Santé Spécifique (le PASS) regroupant médecine, pharmacie, odontologie et sage-femme dans une UFR de médecine et de pharmacie. La durée de la formation est de 3 ans pour le premier cycle, 2 ans pour le deuxième cycle puis selon la voie choisie, un troisième cycle de 1 an (sixième année) pour la filière industrie/recherche et officine menant au diplôme de docteur en pharmacie, ou de 4 ans pour ceux qui choisissent une spécialisation par la voie de l'internat en pharmacie, soit au total 6 ou 9 ans. Ce parcours est sanctionné par une thèse d'exercice. L'internat en pharmacie, accessible après concours, permet notamment aux pharmaciens de travailler à l'hôpital en pharmacie hospitalière ou dans les laboratoires de biologie médicale. Le diplôme d'État de docteur en pharmacie, ou équivalent européen ou canadien, est obligatoire pour pouvoir exercer en tant que pharmacien, que ce soit comme titulaire d'une officine ou tout autre type d'exercice. Pour exercer à l'hôpital public en tant que senior, il est nécessaire de passer, parfois après un exercice de quelques années en tant qu'assistant, le concours national de praticien des établissements de santé.

### En Suisse
Les étudiants suisses suivent un cursus de 5 ans. Les 3 premières années amènent à l'obtention d'un baccalauréat universitaire en sciences pharmaceutiques. L'obtention de ce titre permet d'être admis à un programme de master de 2 ans (maîtrise universitaire en pharmacie), dont un est effectué en officine en tant que stagiaire. Ce master donne accès à l'examen fédéral qui permet d'acquérir le diplôme fédéral de pharmacien, nécessaire à la pratique en officine, en hôpital ou en industrie.
L'enseignement est dispensé par les universités de Genève et de Bâle et par l'École polytechnique fédérale de Zurich.
À la suite de l'accord bilatéral sur la circulation des personnes entre la Suisse et l'Union Européenne, les ressortissants de l'UE porteurs de diplômes équivalents au diplôme fédéral de pharmacien peuvent demander la reconnaissance de leur titre. Ainsi, de nombreux[Combien ?] pharmaciens français et allemands exercent dans les zones frontalières : cantons de Genève, de Vaud, de Bâle, etc.

### Le pharmacien dans la littérature
- Madame Bovary, Gustave Flaubert, 1857 (Monsieur Homais).
- La Pharmacienne, une nouvelle d’Anton Tchekhov, 1886.
- Ce que le jour doit à la nuit, Yasmina Khadra, 2008.
- L’Apothicaire, Henri Lœvenbruck, 2012.

### Le pharmacien au cinéma et à la télévision
- Courage fuyons, Yves Robert
- Le Pharmacien, Chester Sit
- Le Pharmacien de garde, Jean Veber
- Le père Noël est une ordure, Jean-Marie Poiré
- Tout ça ne vaut pas l'amour, Jacques Tourneur
- L’échafaud peut attendre, film français réalisé par Albert Valentin, sorti en 1949
- Le Pari, Didier Bourdon et Bernard Campan
- Desperate Housewives, personnage : George Williams